# Zöldy Z Gergely
Zöldy Z Gergely (Budapest, 1987 –) Junior Prima-díjas magyar díszlet- és jelmeztervező.

## Életpályája
1999-2005 között a szegedi Piarista Gimnázium tanulója volt. 2005-2009 között a Kaposvári Egyetem díszlet- és jelmeztervező szakán tanult. 2010-2012 között a Színház- és Filmművészeti Egyetem látványtervező MA szakos hallgatója volt. Rendszeresen dolgozik több színházban és produkcióban is.

## Munkássága
- Euripidész – Fodor Tamás: ELEKTRA (díszlettervező, jelmeztervező) – 2018/2019
- Gombár Dodo: ÉG ÉS NŐ KÖZÖTT (látvány, látvány) – 2018/2019
- I. L. Caragiale: KARNEBÁL (jelmeztervező) – 2018/2019
- Gergye Krisztián: HA MI ÁRNYAK... (díszlettervező, díszlettervező) – 2017/2018
- Jacques Offenbach: A RAJNAI SELLŐK (jelmeztervező) – 2017/2018
- John Steinbeck: EGEREK ÉS EMBEREK (jelmeztervező) – 2017/2018
- Lev Tolsztoj: A SÖTÉTSÉG HATALMA (jelmeztervező, díszlettervező) – 2017/2018
- Richard Wagner: SIEGFRIED (díszlettervező) – 2016/2017
- Francis Poulenc: A KÁRMELITÁK (jelmeztervező) – 2016/2017
- Carlo Collodi – Litvai Nelli: PINOKKIÓ (díszlettervező) – 2016/2017
- Giuseppe Verdi: TRAVIATA (látvány) – 2016/2017
- Csokonai Vitéz Mihály: DOROTTYA (jelmeztervező) – 2015/2016
- Ingmar Bergman: ŐSZI SZONÁTA (díszlettervező) – 2015/2016
- Aribert Reimann: LEAR (díszletrekonstrukció, jelmezrekonstrukció) – 2015/2016
- G. Puccini: GIANNI SCHICCHI (látvány) – 2015/2016
- G. Puccini: ANGELICA NŐVÉR (látvány) – 2015/2016
- G. Puccini – Pintér Béla: A KÖPENY (látvány) – 2015/2016
- William Shakespeare: LEAR KIRÁLY (jelmeztervező) – 2015/2016
- William Shakespeare: MAKRANCOS KATA AVAGY A HÁRPIA MEGZABOLÁZÁSA (díszlettervező, jelmeztervező) – 2014/2015
- Fred Ebb – Joe Masteroff – John Harold Kander: KABARÉ (díszlettervező, jelmeztervező) – 2014/2015
- G. Puccini: TOSCA (jelmeztervező) – 2014/2015
- Hubay Miklós: ŐK TUDJÁK, MI A SZERELEM (díszlettervező) – 2014/2015
- Igor Stravinsky: A KÉJENC ÚTJA (látvány) – 2014/2015
- Harold Pinter: HAZATÉRÉS (díszlettervező, jelmeztervező) – 2014/2015
- Jules Verne: CIRKUSZKOCSIVAL A SARKVIDÉKEN (díszlettervező) – 2014/2015
- Wolfgang Amadeus Mozart: ...COSI FAN TUTTE... (díszlettervező) – 2014/2015
- ÍZLÉSEK ÉS POFONOK (díszlettervező, jelmeztervező) – 2013/2014
- Gerhart Hauptmann: PATKÁNYOK (díszlettervező, jelmeztervező) – 2013/2014
- Réczei Tamás: SZABADSÁG KÓRUS (díszlettervező) – 2013/2014
- Max Frisch: JÁTÉK AZ ÉLETRAJZZAL (jelmeztervező, díszlettervező) – 2013/2014
- G. Puccini: PILLANGÓKISASSZONY (jelmeztervező) – 2012/2013
- Richard Strauss: ARIADNÉ NAXOSZBAN (látvány) – 2012/2013
- Sven Delblanc: ÁLARCOSBÁL (jelmeztervező, díszlettervező) – 2012/2013
- Pierre Augustin Caron de Beaumarchais: FIGARO HÁZASSÁGA (jelmeztervező) – 2012/2013
- Fred Ebb – Joe Masteroff – John Harold Kander: KABARÉ (díszlettervező, jelmeztervező,) – 2012/2013
- Szophoklész: ANTIGONÉ (díszlettervező, jelmeztervező) – 2012/2013
- Vörösmarty Mihály: CSONGOR ÉS TÜNDE (díszlettervező) – 2012/2013
- Bernard Shaw: SZENT JOHANNA (díszlettervező asszisztens) – 2011/2012
- Kele Fodor Ákos: A HALÁL ÉS A BOHÓC (jelmeztervező) – 2010/2011
- Tasnádi István: KÖZELLENSÉG (díszlettervező) – 2010/2011
- G. A. Rossini: ORY GRÓFJA (jelmeztervező) – 2009/2010

## Díjai és kitüntetései
- Junior Prima-díj (2017)[7][8]